# Raschid Imamowitsch Scharafetdinow
Raschid Imamowitsch Scharafetdinow, auch Raschit Scharafetdinow (russisch Рашид Имамович Шарафетдинов, wiss. Transliteration Rašid Imamovič Šarafetdinov, tatarisch Рәшит Имам улы Шәрәфетдинов; * 10. Juli 1943 in Jelchowoje Osero, Oblast Samara, Sowjetunion; † 21. November 2012) war ein Langstreckenläufer, der für die Sowjetunion antrat.

## Sportliche Laufbahn
Scharafetdinow startete für Dinamo Leningrad und trat erstmals im Jahr 1964 in der sowjetischen Leichtathletikszene in Erscheinung, im Folgejahr wurde er in den Nationalkader aufgenommen. Der erste internationale Erfolg gelang ihm bei den Europäischen Hallenspielen 1967 als Zweiter hinter dem Deutschen Werner Girke über die 3000-Meter-Strecke. Ebenfalls die Silbermedaille erreichte er bei den Leichtathletik-Europameisterschaften 1969 hinter dem Briten Ian Stewart über 5000 Meter. Zwei Jahre später bei den europäischen Titelkämpfen in Helsinki gewann Scharafetdinow die Bronzemedaille über 10.000 Meter, dabei stellte er mit 27:56,26 min einen neuen sowjetischen Rekord auf, diese Leistung ist zugleich seine Karrierebestzeit. Er war damit der erste sowjetische Läufer, der die 28-Minuten-Marke über 10.000 Meter unterbot. Im selben Jahr wurde ihm der Titel „Internationaler Meister des Sports“ verliehen.
In seiner Laufbahn nahm Scharafetdinow zweimal an Olympischen Spielen teil, 1968 in Mexico schied er im ersten Vorlauf über 5000 Meter mit 14:44,0 min aus. 1972 in München startete er über 10.000 Meter und schied als Sechster des stark besetzten zweiten Vorlaufs aus. Auf nationaler Ebene gewann er mehrfach die Sowjetische Meisterschaft über 5000 und 10.000 Meter sowie im Crosslauf über 12 km, je nach Quelle werden elf oder fünfzehn Titel gezählt. Seine sowjetische Bestzeit von 59:02 min über 20 km auf der Bahn hat bis heute (2020) Bestand.

## Nach dem Sport
Scharafetdinow schloss ein Sportstudium an der Staatlichen Pädagogischen Universität St. Petersburg ab. Nach der Aktivenkarriere wurde er Leichtathletiktrainer bei WFSO Dinamo Sankt Petersburg. Er ist ebenda auf dem Serafimowskoje-Friedhof begraben.